# トヨタ・マトリックス
マトリックス（MATRIX）は、トヨタ自動車が主に北米で販売していたハッチバック型の乗用車である。
以前、日米貿易摩擦解消のためにトヨタが日本に輸入したシボレー・キャバリエの販売が芳しくなかったこともあり、開発段階からトヨタとGMが協力、生産はカナダのTMMC（Toyota Motor Manufacturing Canada Inc.） で行われていた。正式名称は「カローラ・マトリックス」。

## 初代 E130W型（2002年 - 2008年）
- 2002年 - 販売開始。
- 2005年 - マイナーチェンジで前後デザインを一部変更。2ZZ-GE型エンジンが廃止。

日本国内には正規輸入されず、トヨタディーラーで購入することはできないかわりに、GM仕様であるポンティアック・ヴァイブがトヨタ・ヴォルツとして販売されたが、こちらは2004年で販売を中止している。

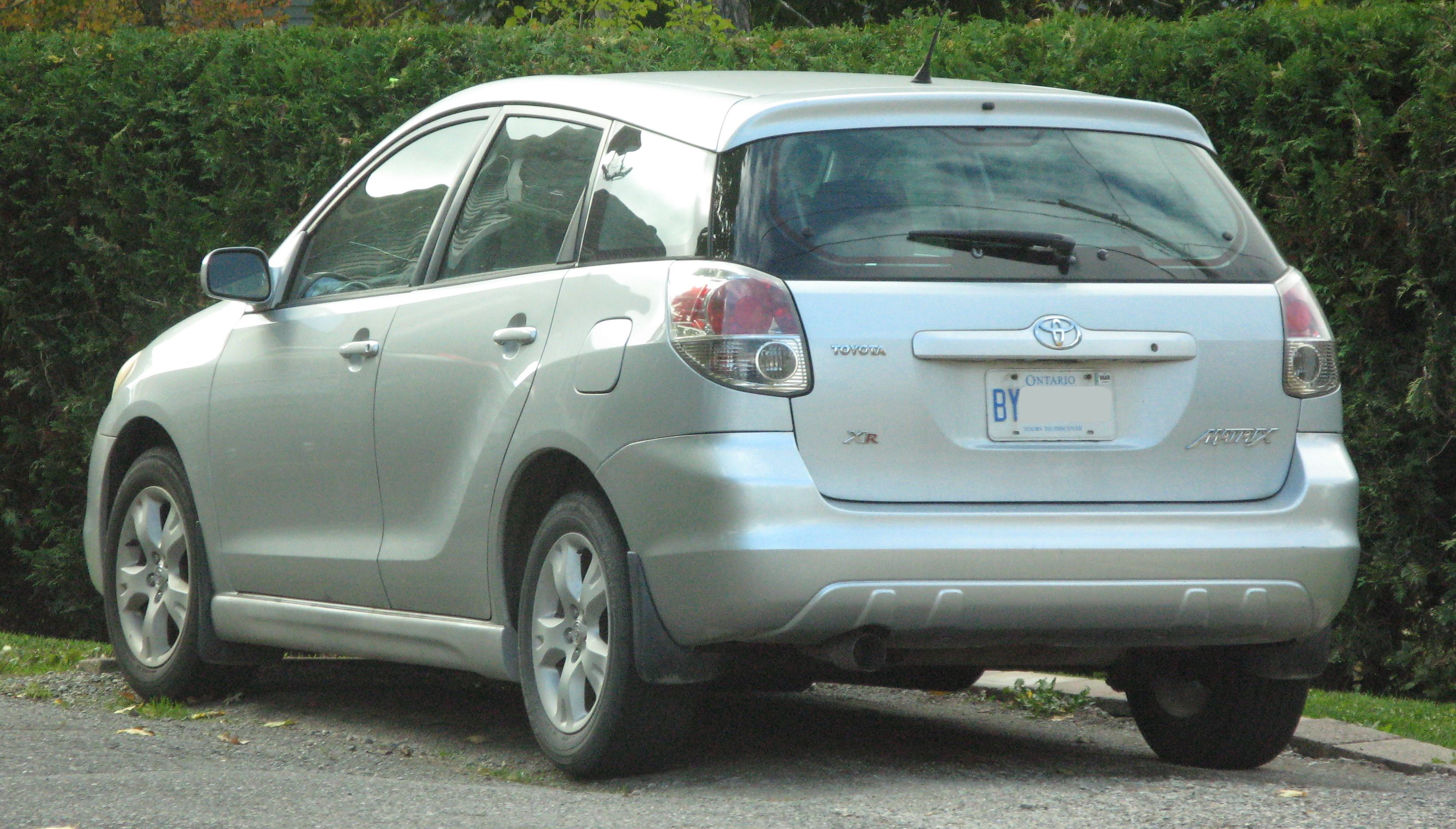
リア 後期型

## 2代目 E150W型（2008年 - 2013年）
- 2007年10月、SEMAショーにて発表。初代のショートワゴン風デザインから一転して今回は同社の日本および欧州向けの車種「オーリス」にも通じるデザインを採用する。そのためかオーリスの北米版との見方もある。
- 2013年、北米向けカローラセダンのモデルチェンジに伴い、マトリックスは次期モデルにモデルチェンジされないままブランド終了となった[1]。実質的な後継車種は2015年秋に発売が開始されたサイオン・iM（2016年秋にカローラiMに改称、日本名・オーリス（2代目））となる。

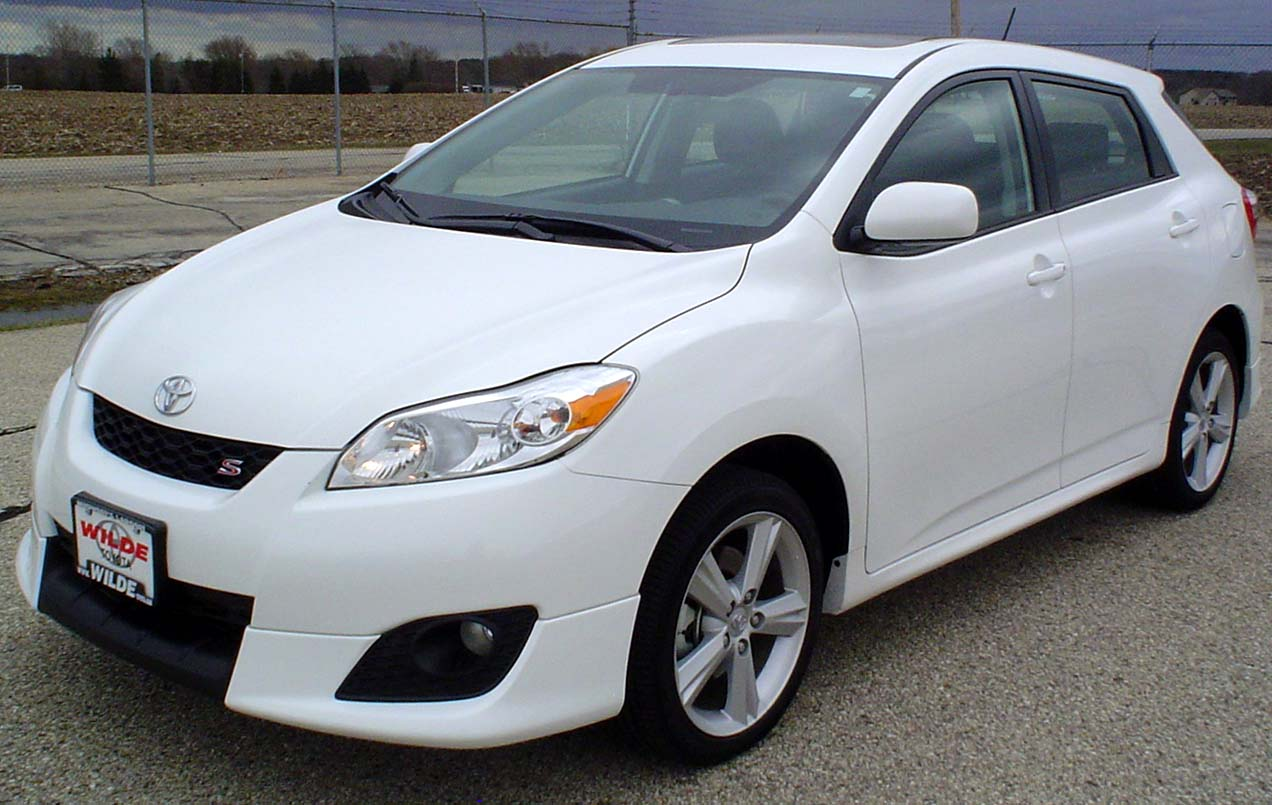
マトリックス-S